# Долноречен регион
Долноречна област (на английски: Lower River Division) е една от областите на Гамбия и се намира на южния бряг на реката Гамбия. На юг областта граничи със Сенегал. Столицата на долноречната област е град Манса Конко. Площта на областта е 1618 квадратни километра, а населението 81 042 души (по преброяване от април 2013 г.). Долноречната област, както всички останали четири гамбийски провинции, е разделена на общини. Общините са шест: Централна Джара, Източна Джара, Западна Джара, Централен Кианг, Източен Кианг и Западен Кианг.